# MORC2
MORC2‏ (MORC family CW-type zinc finger 2) هوَ بروتين يُشَفر بواسطة جين MORC2 في الإنسان.